# Costa Rica aux Jeux olympiques
La participation du Costa Rica aux Jeux olympiques débute lors des Jeux d'été de 1936 à Berlin.

## Médailles par Jeux
| Jeux                | Médaille d'or, Jeux olympiques | Médaille d'argent, Jeux olympiques | Médaille de bronze, Jeux olympiques | Total | Rang | Source |
| ------------------- | ------------------------------ | ---------------------------------- | ----------------------------------- | ----- | ---- | ------ |
| Séoul 1988          | 0                              | 1                                  | 0                                   | 1     | 36e  | [ 1 ]  |
| Albertville 1992    | 0                              | 0                                  | 0                                   | 0     | 21e  | [ 2 ]  |
| Barcelone 1992      | 0                              | 0                                  | 0                                   | 0     | 65e  | [ 3 ]  |
| Atlanta 1996        | 1                              | 0                                  | 0                                   | 1     | 49e  | [ 4 ]  |
| Sydney 2000         | 0                              | 0                                  | 2                                   | 2     | 68e  | [ 5 ]  |
| Salt Lake City 2002 | 0                              | 0                                  | 0                                   | 0     | 25e  | [ 6 ]  |
| Athènes 2004        | 0                              | 0                                  | 0                                   | 0     | 75e  | [ 7 ]  |
| Turin 2006          | 0                              | 0                                  | 0                                   | 0     | 27e  | [ 8 ]  |
| Pékin 2008          | 0                              | 0                                  | 0                                   | 0     | 88e  | [ 9 ]  |
| Total               | 1                              | 1                                  | 2                                   | 4     |      |        |